# Campo Alegre de Lourdes
Campo Alegre de Lourdes är en kommun i Brasilien.   Den ligger i delstaten Bahia, i den östra delen av landet, 900 km nordost om huvudstaden Brasília. Antalet invånare är 28 091.
Omgivningarna runt Campo Alegre de Lourdes är huvudsakligen savann. Runt Campo Alegre de Lourdes är det glesbefolkat, med 11 invånare per kvadratkilometer.